# 川西樱桃
川西樱桃（学名：Cerasus trichostoma）是蔷薇科樱属的植物，为中国的特有植物。分布于中国大陆的甘肃、西藏、四川、云南等地，生长于海拔1,000米至4,000米的地区，常生长在山坡、沟谷林中以及草坡，目前尚未由人工引种栽培。

## 别名
毛孔樱桃（湖北植物志）

## 异名
- Prunus trichostoma Koehne